# پینکل (کارولینای شمالی)
پینکل (به انگلیسی: Pinnacle) یک محدوده ثبت‌نشده در شهرستان استوکس ایالت کارولینای شمالی کشور ایالات متحده آمریکا است که جمعیت آن در سرشماری سال ۲۰۱۰ میلادی، ۸۹۴ نفر بوده‌است.